# Philosophie de l'esprit (spiritualisme)
Ne doit pas être confondu avec Philosophie de l'esprit.
La philosophie de l'esprit relative à la métaphysique fut représentée par le spiritualisme français, principalement en les figures de Louis Lavelle et de René Le Senne qui fondèrent en 1934 la collection « Philosophie de l'esprit » chez l'éditeur Aubier-Montaigne. La philosophie de l'esprit se propage jusqu'à l'éthique (l'esprit est-il libre ?) et la philosophie de l'action avec Maurice Blondel (philosophe). Cette question resta toute sa vie un sujet de recherche majeur de Paul Valéry dans ses Cahiers.

## La philosophie de l'Esprit dans la tradition continentale
La philosophie de l'Esprit n'est pas propre à la seule philosophie analytique. Elle dénomme avant tout un grand courant de la philosophie française qui s'étend du début des années 1920 au milieu des années 1950. Elle regroupe nombre de philosophes qui ont tenu à défendre la métaphysique contre la suprématie du positivisme qui, dès la deuxième partie de la vie d'Auguste Comte, devint une sorte de religiosité sous la forme du « positivisme religieux ».
Inspirée par le cartésianisme, elle fut tardivement motivée par l'influence de Jules Lachelier et d'Henri Bergson. Elle s'inaugure officiellement en 1934, avec la fondation, chez l'éditeur Aubier-Montaigne, de la collection « Philosophie de l'esprit » par Louis Lavelle et René Le Senne. Appelé aussi spiritualisme, cette position philosophique maintient l'Être, la réflexion, l'existence, la conscience de soi, la liberté et la participation comme des problématiques centrales qu'elle ne cessera d'approfondir à la lueur d'une valorisation de l'intériorité. Elle a connu jusqu'au milieu des années 1950 un rayonnement considérable en Europe en influençant des philosophes en Belgique (Paul De Coster), en Allemagne (Max Scheler), en Espagne (Unamuno) et enfin en Italie (Michèle Sciacca, P. Ottonello) où elle connaît aujourd'hui une survivance due notamment à un apport de la philosophie de la religion.
Le spiritualisme philosophique, dans le sillon de ces philosophes, a été continué par Paule Levert, Claude Bruaire, Joseph Moreau (Philosophe) ou encore Michel Adam.

## Définition de Louis Lavelle
Louis Lavelle a donné une définition de la philosophie de l'esprit en ces termes, lors du premier congrès national de philosophie à Mendoza (Argentine) (in La relation de l'esprit et du monde, 1949) :
« La collection d'ouvrages intitulée « Philosophie de l'esprit » a été fondée en 1934 afin de s'opposer au matérialisme régnant et de montrer, malgré le témoignage des sens et le préjugé de la conscience commune, d'abord que la matière n'est rien sans l'esprit qui la pense, qui définit l'usage qu'on en doit faire et la signification qu'on peut lui donner, ensuite, que c'est l'esprit lui-même qui constitue la réalité véritable, alors que la matière est seulement le moyen par lequel il s'exprime et, si l'on veut, sa manifestation ou son phénomène.
Mais, sur la nature de l'esprit et sur son existence même les philosophes pourraient se mettre d'accord s'ils consentaient à approfondir une certaine expérience intérieure sans laquelle l'expérience extérieure (celle que nous avons des choses) serait incapable de se soutenir. Voici un certain nombre de propositions sur lesquelles il nous semble que cet accord pourrait se faire:
1. L'esprit n'est pas un objet que l'on puisse voir, même par un regard purement intellectuel, mais c'est un acte qui ne peut être saisi que dans son accomplissement même: c'est un "voyant" et non pas une chose vue. Dès lors, il est faux de vouloir mettre l'esprit et la matière sur le même plan comme deux objets différents dont une analyse classique montrerait qu'ils ont des caractères opposés et même contraires. Il n'y a d'objet que pour un esprit qui le pose et qui, en le posant, l'oppose à lui-même. Cela s'applique même à l'idée, c'est-à-dire à l'objet intelligible, qui ne peut pas être confondu avec l'esprit dont il est plutôt l'effet ou le produit, et où l'opération se trouve en quelque sorte pétrifiée. »

### Philosophes représentatifs
- Louis Lavelle
- René Le Senne
- Gabriel Madinier
- Nicolas Berdiaev
- Gabriel Marcel
- Aimé Forest
- Maurice Pradines
- Maurice Nédoncelle
- Jean Nogué (1898-1940)